# Морисон, Стив
Стив Морисон (англ. Steve Morison; род. 29 августа 1983, Энфилд, Большой Лондон) — валлийский футболист, выступавший на позиции нападающего, и футбольный тренер.

## Карьера
В 2001 году Стив начал свою карьеру в профессиональном футболе, окончив обучение в академии клуба «Нортгемптон Таун». С ним же он и подписал первый в своей карьере контракт на профессиональной основе. На протяжении трёх сезонов он являлся игроком данного клуба, однако на поле появлялся редко — вышел лишь в 24 матчах и забил 3 мяча.
Нечастое появление футболиста на поле не стало преградой для «Бишопс-Стортфорд» (Д6), который в 2004 году пожелал забрать английского нападающего за символическую плату. В «Бишопс» форвард провёл два года. За это время Морисон значительно повысил собственные бомбардирские навыки — забил 28 мячей в 58 матчах.
В 2006 году Стив перебрался в клуб Конференции «Стивенидж» (Д5). Форвард забил 68 мячей в 127 матчах за три года, дважды выиграл вместе с командой Трофей Футбольной лиги и в одном из сезонов был признан лучшими игроком клуба. Незадолго до ухода на повышение Морисон был включён болельщиками «Боро» в число 6 лучших футболистов клуба за всю историю.
В 2009 году нападающим заинтересовался лондонский «Миллуолл» (Д3). Летом лондонцы подписали контракт с футболистом, по условиям которого Стив выступал за них на протяжении двух лет. Именно во время игры за этот клуб нападающему было сделано предложение представлять национальную сборную Уэльса. За время в Лондоне он забил 35 мячей в 83 матчах.
6 июня 2011 года нападающий стал игроком «Норвич Сити», подписав трёхлетний контракт. Первый гол за «канареек» забил 26 сентября в ворота «Сандерленда». Во втором сезоне в «Норвиче» был игроком запаса, сыграв в стартовом составе всего в четырёх матчах. Первый гол в сезоне забил в домашнем матче против «Ливерпуля» 29 сентября 2012 (2:5). Впервые сыграл в английской премьер-лиге, забив за сезон 2011/12 9 мячей в 34 матчах. Позднее Стив стал частью сделки по приобретению Лучано Беккио и перебрался в «Лидс Юнайтед».
Забив лишь трижды в 15 матчах за сезон, в межсезонье Морисон был отдан обратно в «Миллуолл» на правах аренды.

## Сборная
В июле 2010 года Морисон, который из-за места рождения своей бабушки может считаться валлийцем, впервые был вызван на сбор национальной сборной Уэльса. Всего провёл 20 официальных матчей и забил 1 гол (в матче против Черногории 2 сентября 2011).